# جيف جاريت
جيفري ليونارد «جيف» جاريت (من مواليد 14 يوليو 1967) هو مصارع أمريكي محترف و مروج مصارعة موقع مع توتال نون ستوب أكشن ريسلنغ التي شارك في تأسيسها مع والده جيري جاريت
معروف من خلال مصارعته في اتحاد بطولة العالم للمصارعة ودبليو دبليو إي خلال التسعينيات .
مصارع من الجيل الثالث، وقد ربح جاريت سبعين بطولات في مختلف الاتحادات طوال حياته المهنية. وهو أيضاً حمل بطولة NWA بطل العالم للوزن الثقيل ست مرات ، وهو حمل بطولة WCW بطل العالم للوزن الثقيل أربع مرات .

## روابط خارجية
- جيف جاريت على موقع IMDb (الإنجليزية)
- جيف جاريت على موقع ميوزك برينز (الإنجليزية)
- جيف جاريت على موقع قاعدة بيانات الفيلم (الإنجليزية)
- جيف جاريت على موقع دبليو دبليو إي (الإنجليزية)
- جيف جاريت على موقع WrestlingData.com (الإنجليزية)
- جيف جاريت على موقع CageMatch worker (الإنجليزية)
- جيف جاريت على موقع قاعدة بيانات المصارعة على الإنترنت (الإنجليزية)
- جيف جاريت على موقع عالم المصارعة على الإنترنت (الإنجليزية)
- جيف جاريت على موقع عالم المصارعة على الإنترنت (الإنجليزية)